# Trại Thunder Cove

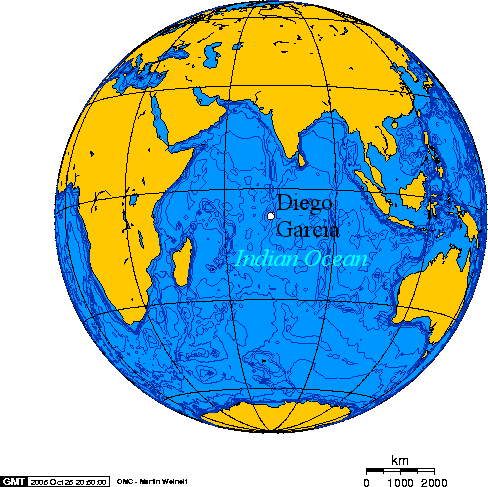
Bản đồ chiếu trực giao tập trung vào Diego Garcia.

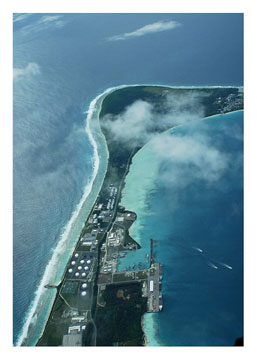
Trại Justice – Diego Garcia.

Trại Thunder Cove, tiền thân là Trại Justice là căn cứ tiếp vận của Hải quân và Không quân Mỹ thuộc Cơ sở Yểm trợ Hải quân Mỹ-Anh trên đảo Diego Garcia, một hòn đảo nhỏ và biệt lập ở Ấn Độ Dương. Hòn đảo này nằm trong Quần đảo Chagos, một phần của Lãnh thổ Ấn Độ Dương thuộc Anh.

## Cơ cấu
Quân đội Mỹ đã sử dụng Diego Garcia ít nhất là từ giữa thập niên 1960, theo hợp đồng thuê mướn từ Vương quốc Liên hiệp Anh. Hòn đảo này gồm các cơ sở hải cảng và đường băng có khả năng tiếp nhận máy bay lớn. Hiện tại, có 1.700 quân nhân, chủ yếu là quân đội Mỹ, với khoảng 50 quân Anh và 1.500 nhà thầu dân sự khác đang cư trú tại đây.
Cơ sở này đảm nhiệm nhiều vai trò bao gồm phục vụ như căn cứ yểm trợ cho cả hạm đội mặt nước và các đơn vị tàu ngầm, ngoài ra còn cung cấp chiến dịch khu vực phối hợp với Bộ Tư lệnh Hải vận Quân sự. Căn cứ này cũng là nơi đặt radar hiện đại, cơ sở theo dõi không gian và thông tin liên lạc cùng với một sân bay chung của Hải quân và Không quân đang hoạt động hoàn toàn.

## Lịch sử

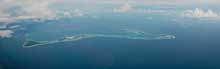
Diego Garcia nhìn từ trên không.

Quá trình xây cất Trại Justice là động lực thúc đẩy chính phủ Anh trục xuất người Chagos. Toàn bộ dân số khoảng 1.600 người Chagos đã bị di dời từ năm 1967 đến ngày 27 tháng 4 năm 1973, với khoản bồi thường tài chính hạn chế được trả cho những cư dân trước đây cũng như một số thách thức pháp lý.
Bắt đầu từ năm 1990, căn cứ này chứng kiến một đợt cải thiện và mở rộng nhanh chóng khác. Sự can thiệp của Mỹ vào vùng Trung Đông đã dẫn đến việc giới chức Anh cho xây dựng hai đường băng cực dài (2,3 dặm), các cơ sở lưu trữ và bảo dưỡng máy bay hạng nặng và một kho nhiên liệu lớn.
Trại chính thức được đổi tên thành "Thunder Cove" vào tháng 7 năm 2006.
Thỏa thuận chuyển nhượng được ký vào ngày 22 tháng 5 năm 2025, với điều khoản là đảo Diego Garcia đem cho Vương quốc Liên hiệp Anh thuê lại trong ít nhất 99 năm. Chính phủ Vương quốc Liên hiệp Anh hy vọng hiệp ước sẽ được phê chuẩn vào gần cuối năm 2025.